# Rhagonycha chirorodakensis
Rhagonycha chirorodakensis là một loài bọ cánh cứng trong họ Cantharidae. Loài này được Kazantzev & Takahashi miêu tả khoa học năm 2001.